# Diocèse de Kikwit
Le diocèse de Kikwit est une circonscription ecclésiastique de l'Église catholique en République démocratique du Congo. Situé dans la province de Bandundu, à quatre cents kilomètres à l’est de la capitale du pays, Kinshasa, il est suffragant de l’archidiocèse de Kinshasa. Le 'vicariat apostolique du Kwango' devient 'diocèse de Kikwit' en 1959.

## Histoire
Les premiers missionnaires, des jésuites belges au Congo depuis 1893, arrivent dans la région de Kikwit, en 1911. Kikwit est alors un simple comptoir commercial qui se développe rapidement. La mission du Kwango leur est confiée depuis 1893. Cette mission, préfecture apostolique depuis le 30 janvier 1903, devient le vicariat apostolique du Kwango par décret de Pie IX, le 28 mars 1928.
Le vicariat est divisé en plusieurs juridictions en 1931 et 1937 : ce seront plus tard les diocèses de Kisantu et Idiofa. En 1955, le vicariat du Kwango change de nom et devient le vicariat apostolique de Kikwit.
Peu avant l’indépendance du pays, la hiérarchie de l’Église catholique est établie sur l’ensemble du territoire du Congo belge, qui va devenir la République du Congo quelques mois plus tard. Ainsi, par la même bulle pontificale du 10 novembre 1959 (Cum parvulum)  Jean XXIII érige le diocèse de Kikwit.
Situé dans une région où la présence chrétienne date de plus d’un siècle (et ayant plus de 60 % de catholiques) le diocèse est connu pour ses institutions d’enseignement de qualité, en particulier l’Institut Technique Professionnel de Kikwit [ITPK] et le Collège Sadisana.

## Supérieurs ecclésiastiques

### Préfet apostolique du Kwango
- 1903-1911 : Julien Banckaert, S.J.
- 1911-1928 : Stanislas de Vos, S.J.

### Vicaire apostolique (évêque) du Kwango
- 1928-1936 : Sylvain van Hee, S.J.
- 1936-1954 : Henri Van Schingen, S.J.
  - 1948 : Charles Dauvin, S.J., vicaire apostolique coadjuteur
  - 1949-1953 : Joseph Guffens, S.J., vicaire apostolique coadjuteur

### Vicaire apostolique (évêque) de Kikwit
- 1955-1959 : André Lefebvre, S.J., promu évêque

### Évêque de Kikwit
- 1959-1967 : André Lefèbvre, S.J.
- 1967-1985 : Alexandre Mbuka-Nzundu
- 1986-2016 : Marie-Édouard Mununu, O.C.S.O.
- depuis 2016 : Timothée Bodika Mansiyai, P.S.S.

## Paroisses
En 2017, le diocèse est organisé en 9 doyennés ou vicariats forains :
- Doyenné de Bulungu, regroupant les paroisses de : Bulungu, Bengi, Beya, Due, Pindi et Tango

- Doyenné de Djuma : Djuma et Sia

- Doyenné de Feshi : Feshi, Kimbongo, Kimbulu, Kingandu, Kingungi, Pay-Kongila.

- Doyenné de Gungu : Gungu, Kandale, Kahemba cité, Kahemba Shamusenga, Kikombo, Kisandji, Totshi, Monastère de Kasanza.

- Doyenné de Kikwit S F.X : Cathédrale Saint François Xavier, Saint Kaggwa, Saint Charles Lwanga, Sainte Marie, Saint Mukasa, Saint Murumba, Notre-Dame du Rosaire, Yezu-Ngulusi, Aumôneries des étudiants, Aumôneries des hôpitaux et de la prison.

- Doyenné Saint Pierre : Saint Pierre, Saint Esprit,  Saint Ignace, Kinzambi, Lusanga, Saint Paul, Soa, Aumônerie Fardc.

- Doyenné de Kikwit Sacré-Cœur : Kikwit Sacré-Cœur, Aten, Imbongo, Isingu, Sainte-Monique, Monastère de Mvanda, Fraternité de Tibériade

- Doyenné de Masi-Manimba : Saint Maurice, St Paul, Lumbi, Aumônerie de Mosango.

- Doyenné de Yasa : Yasa, Kiniati, Mokamo, Tumikia, Aumônerie de Bonga